# José da Silva Tavares

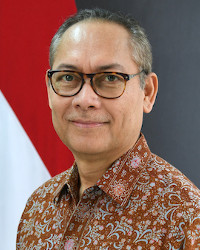
Tavares

José da Silva Tavares oder Jose Antonio Morato Tavares (* 16. September 1960 in Balibo, Bobonaro, Portugiesisch-Timor) ist ein indonesischer Diplomat.

## Werdegang
Tavares wurde 1960 im damaligen Portugiesisch-Timor geboren. Sein Vater João da Costa Tavares war Unterstützer eines Anschlusses der Kolonie an Indonesien. Mit der Niederlage im Bürgerkrieg zwischen den politischen Fraktion floh die Familie in das indonesische Westtimor und kehrte nach der Besetzung Osttimors durch Indonesiens 1975. João da Costa Tavares wurde Bupati von Bobonaro (1976–1989).
José Tavares war bereits indonesischer Diplomat, als er die lokale Führung der Miliz Dadarus Merah Putih (DMP) im osttimoresischen Maliana übernahm. Sein Vater João da Costa Tavares war ab 1999 der oberste Führer der pro-indonesischen Milizen im Land. In dieser Zeit versuchten die Milizen die Bevölkerung im Vorfeld des Unabhängigkeitsreferendums einzuschüchtern. Nach dem Erfolg der Unabhängigkeitsbefürworter überzogen Milizen und indonesisches Militär Osttimor mit einer letzten Gewaltwelle mit über 3000 Toten. Tavares und sein Vater verließen Osttimor erneut.
Seit 2020 ist José Tavares indonesischer Botschafter in Russland und Belarus.